# Мађарска на Зимским олимпијским играма 1956.
Мађарска је учествовала на Зимским олимпијским играма које су одржане 1956. године у Кортина д'Ампецу, Италија. Ово је било седмо учешће мађарских спортиста на зимским олимпијадама. Мађарски спортисти су на овој олимпијади освојили једну олимпијску медаљу, бронзану, са којом је Мађарска на незваничној табели је са четири бода заузела дванаесто место на позицији држава учесница.
Бронзану медаљу је освојио клизачки пар Нађ-Нађ у дисциплини Уметничко клизање, парови. На свечаном отварању игара заставу Мађарске је носио званичник земље домаћина. На ову смотру Мађарска је послала 2 такмичара (један мушки такмичара и једна женска такмичарка) који су се такмичили у једном спорту и једној спортској дисциплини.

## Медаље
| Медаља | Име                   | Спортска грана    | Дисциплина |
| ------ | --------------------- | ----------------- | ---------- |
|        | Мариана Нађ Ласло Нађ | Уметничко клизање | Парови     |

## Резултати по спортовима
У табели је приказан успех мађарских спортиста на олимпијади. У загради иза назива спорта је број учесника
Са појачаним бројевима је означен најбољи резултат.
Принцип рачунања олимпијских поена: 1. место – 7 поена, 2. место – 5 поена, 3. место – 4 поена, 4. место – 3 поена, 5. место – 2 поена, 6. место – 1 поен.

| Спортска дисциплина | Освојено место | Освојено место | Освојено место | Освојено место | Освојено место | Освојено место | Олимпијски поени | Такмичари | Такмичари | Такмичари |
| Спортска дисциплина |                |                |                | 4.             | 5.             | 6.             | Олимпијски поени | Мушки     | Женске    | Укупно    |
| Спортски парови (1) | 0              | 0              | 1              | 0              | 0              | 0              | 4                | 1         | 1         | 2         |
|                     |                |                |                |                |                |                |                  |           |           |           |
| Укупно              | 0              | 0              | 1              | 0              | 0              | 0              | 4                | 1         | 1         | 2         |

## Уметничко клизање
Спортски парови
| Дисциплина      | Пар                   | Резултат | Позиција |
| --------------- | --------------------- | -------- | -------- |
| Спортски парови | Мариана Нађ Ласло Нађ | 32/11,03 |          |